# Amad Al-Hosni
Amad Ali Suleiman Al-Hosni, általában Amad Al-Hosni vagy Al-Amda (arabul: عماد علي سليمان الحوسني; Maszkat, 1984. július 18. –) ománi labdarúgó, az élvonalbeli Saham SC csatára.
Pályára lépett a 16., a 17., a 18., a 19., a 20. és a 21. Öböl-kupán. A 2014-es Öböl-kupa gólkirálya volt.